# Wielsbeke
Wielsbeke é um município belga, localizado na província de Flandres Ocidental. O município é constituído pelas vilas de Ooigem, Sint-Baafs-Vijve e Wielsbeke. Em 1 de Julho de 2006, o município tinha 8.949 habitantes, uma superfície de 21.76 km², o que correspondia a uma densidade populacional de 411 habitantes por km².